# Eusandalum lindemani
Eusandalum lindemani is een vliesvleugelig insect uit de familie Eupelmidae. De wetenschappelijke naam is voor het eerst geldig gepubliceerd in 1984 door Kalina.